# 마니 (영화)
《마니》(영어: Marnie)는 1964년에 개봉한 미국 영화이다.

## KBS 성우진 (2001년 9월 9일)
- 양지운 - 마크(숀 코너리)
- 안경진 - 마니(티피 헤드런)
- 이광자 - 마니의 엄마(루이스 라덤)
- 이근욱 - 러틀랜드(앨런 네이피어)
- 함수정 - 릴(다이앤 베이커)
- 박상일 - 워드 부장(S. 존 로너)
- 노민 - 스트러트(마틴 게이벨)
- 최옥희 - 클레이클리
- 조진숙 - 제시(킴벌리 벡)
- 손선근 - 형사
- 박정민 - 아나운서
- 이주원 - 낯선 남자
- 전유정 - 여비서